# Roche-en-Régnier
Roche-en-Régnier ist eine französische Gemeinde mit 477 Einwohnern (Stand: 1. Januar 2022) im Département Haute-Loire in der Region Auvergne-Rhône-Alpes. Sie gehört zum Arrondissement Le Puy-en-Velay und zum Kanton Plateau du Haut-Velay granitique. 

## Geographie
Roche-en-Régnier liegt etwa 20 Kilometer nördlich von Le Puy-en-Velay im Zentralmassiv. Die Nachbargemeinden von Roche-en-Régnier sind Saint-André-de-Chalencon im Norden, Solignac-sous-Roche im Nordosten und Osten, Retournac im Osten, Chamalières-sur-Loire im Südosten, Vorey im Süden sowie Saint-Pierre-du-Champ im Westen und Nordwesten.

## Bevölkerungsentwicklung
| Jahr                       | 1962 | 1968 | 1975 | 1982 | 1990 | 1999 | 2010 | 2020 |
| Einwohner                  | 670  | 542  | 447  | 409  | 409  | 387  | 491  | 479  |
| Quellen: Cassini und INSEE |      |      |      |      |      |      |      |      |

## Sehenswürdigkeiten
- Kirche Saint-Maurice-de-Roche
- Kapelle Notre-Dame-de-Bon-Secours
- Reste der Burg mit dem Donjon
- Vogtei

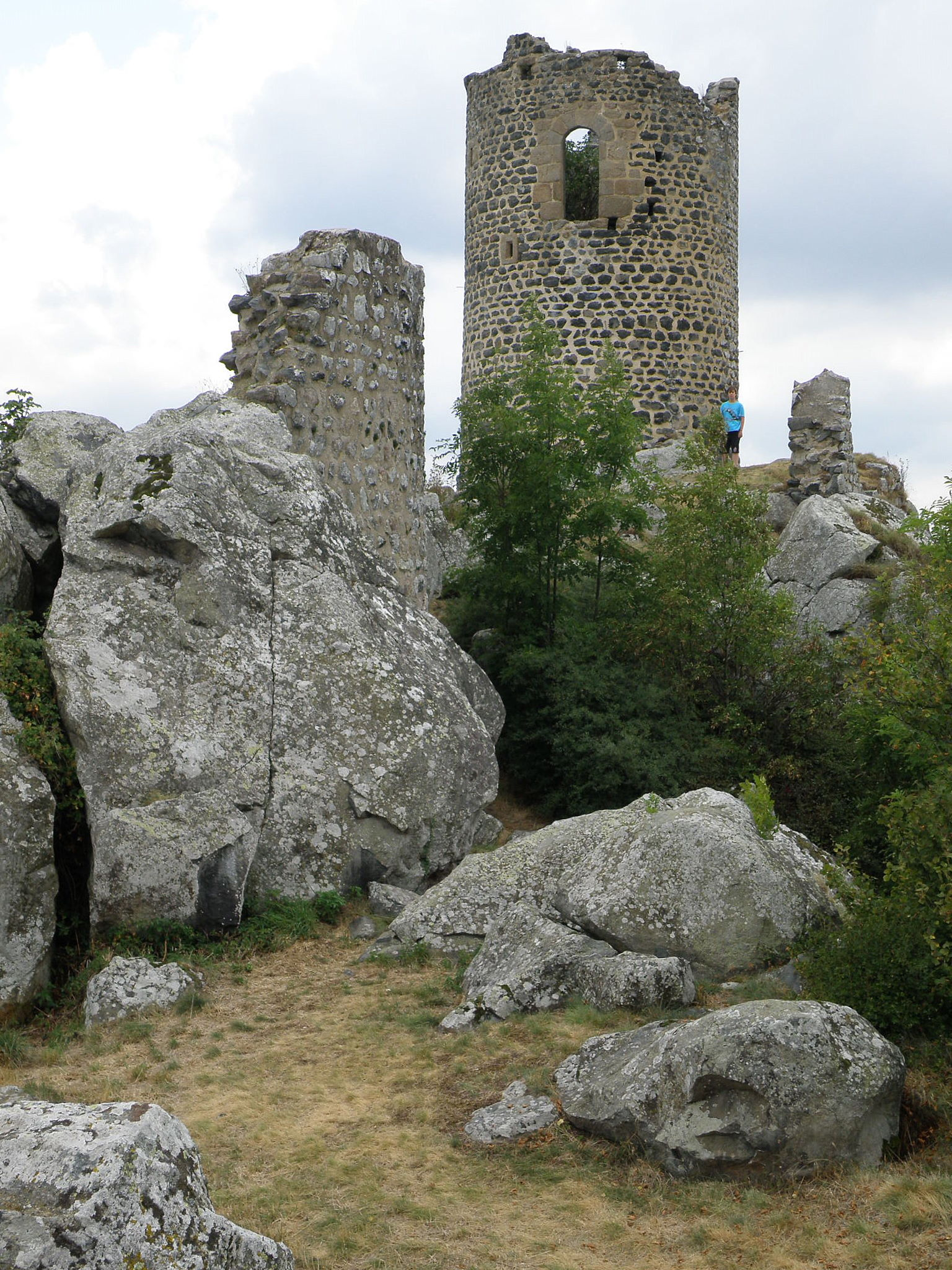
Reste der Burg und Donjon
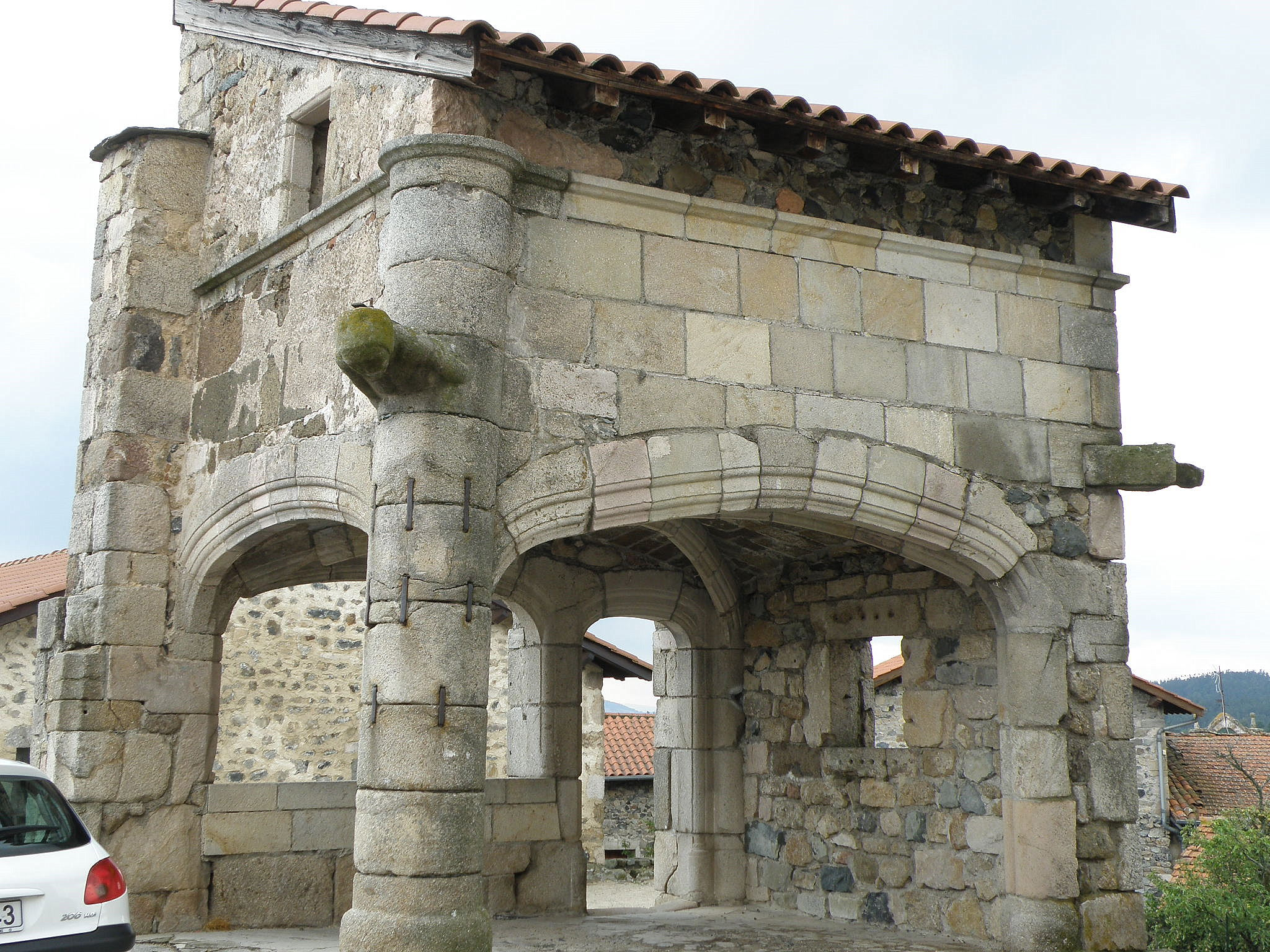
Vogtei
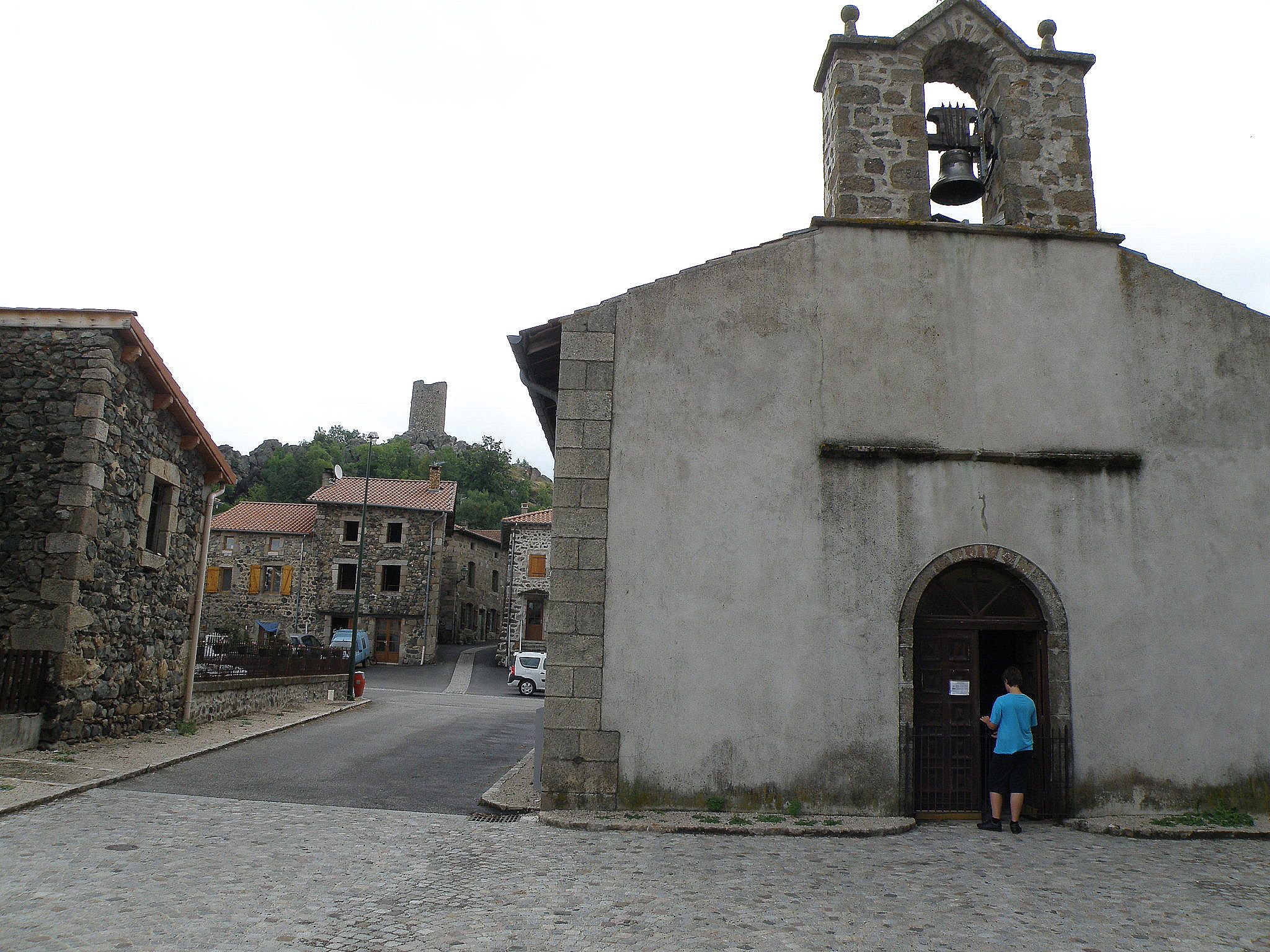
Kapelle Notre-Dame-de-Bon-Secours